# Henricia imitatrix
Henricia imitatrix is een zeester uit de familie Echinasteridae.
De wetenschappelijke naam van de soort werd in 1961 gepubliceerd door Alexander Michailovitsch Djakonov.